# Norrköping (commune)
La commune de Norrköping est une commune suédoise du comté d'Östergötland. Environ 143 599 personnes y vivent (2021). Son siège se situe à Norrköping.

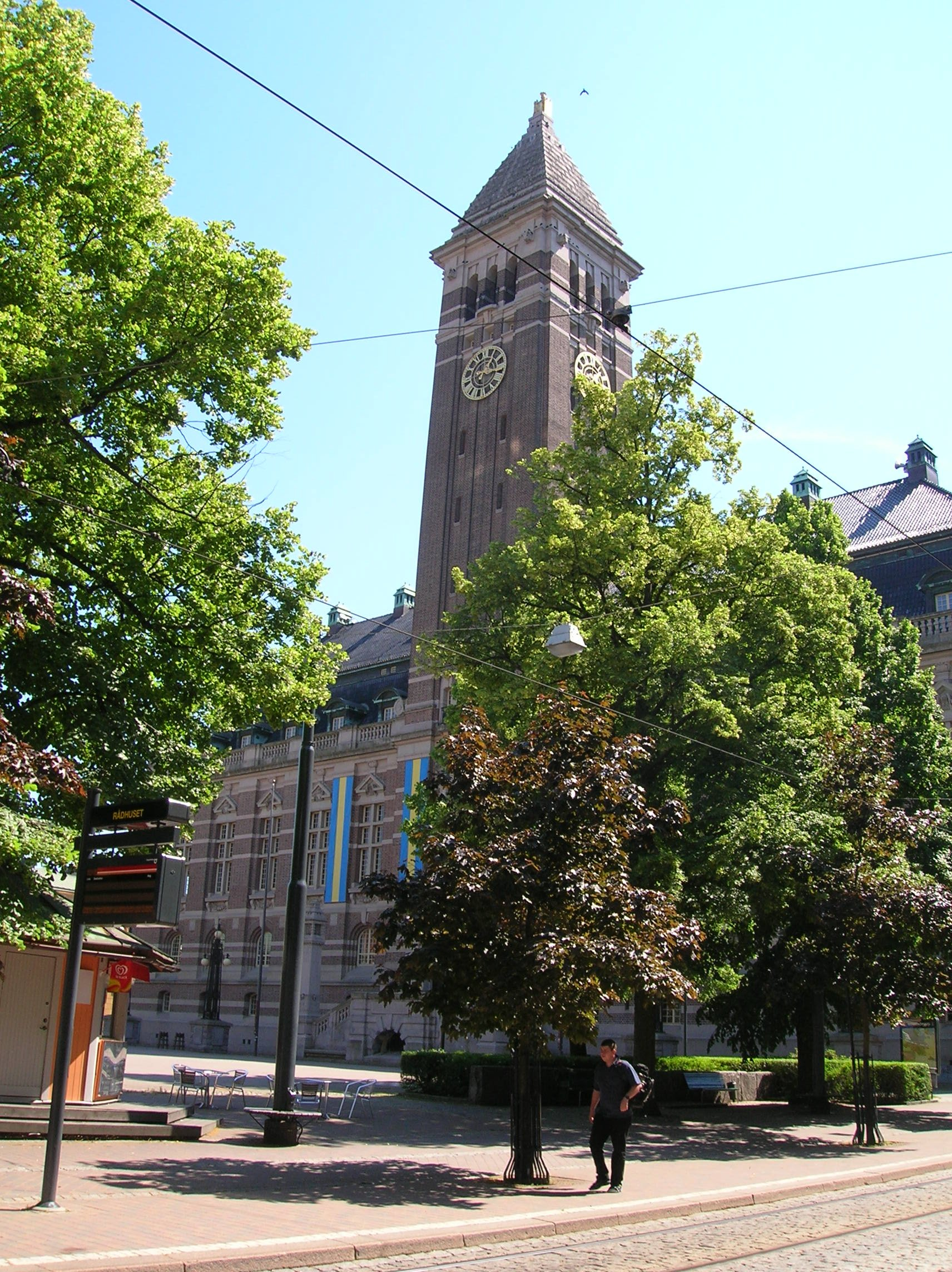
La mairie

## Localités
- Åby
- Åselstad
- Herstadberg
- Jursla
- Kimstad
- Krokek
- Lindö
- Ljunga
- Loddby
- Norrköping
- Norsholm
- Öbonäs
- Simonstorp
- Skärblacka
- Strömfors
- Svärtinge
- Vånga

## Jumelages
La commune de Norrköping est jumelée avec neuf villes.
- Esslingen am Neckar (Allemagne)
- Klaksvík (Îles Féroé)
- Kópavogur (Islande)
- Linz (Autriche)
- Odense (Danemark)
- Petah Tikva (Israël)
- Rīga (Lettonie)
- Tampere (Finlande)
- Trondheim (Norvège)

La commune fait partie du réseau Sweden Emilia Romagna Network (SERN) qui met en relation des communes suédoises avec la Région d'Émilie-Romagne en Italie.